# Емполитана II (Рим)
Емполитана II је насеље у Италији у округу Рим, региону Лацио.
Према процени из 2011. у насељу је живело 22 становника. Насеље се налази на надморској висини од 403 м.